# Hrud

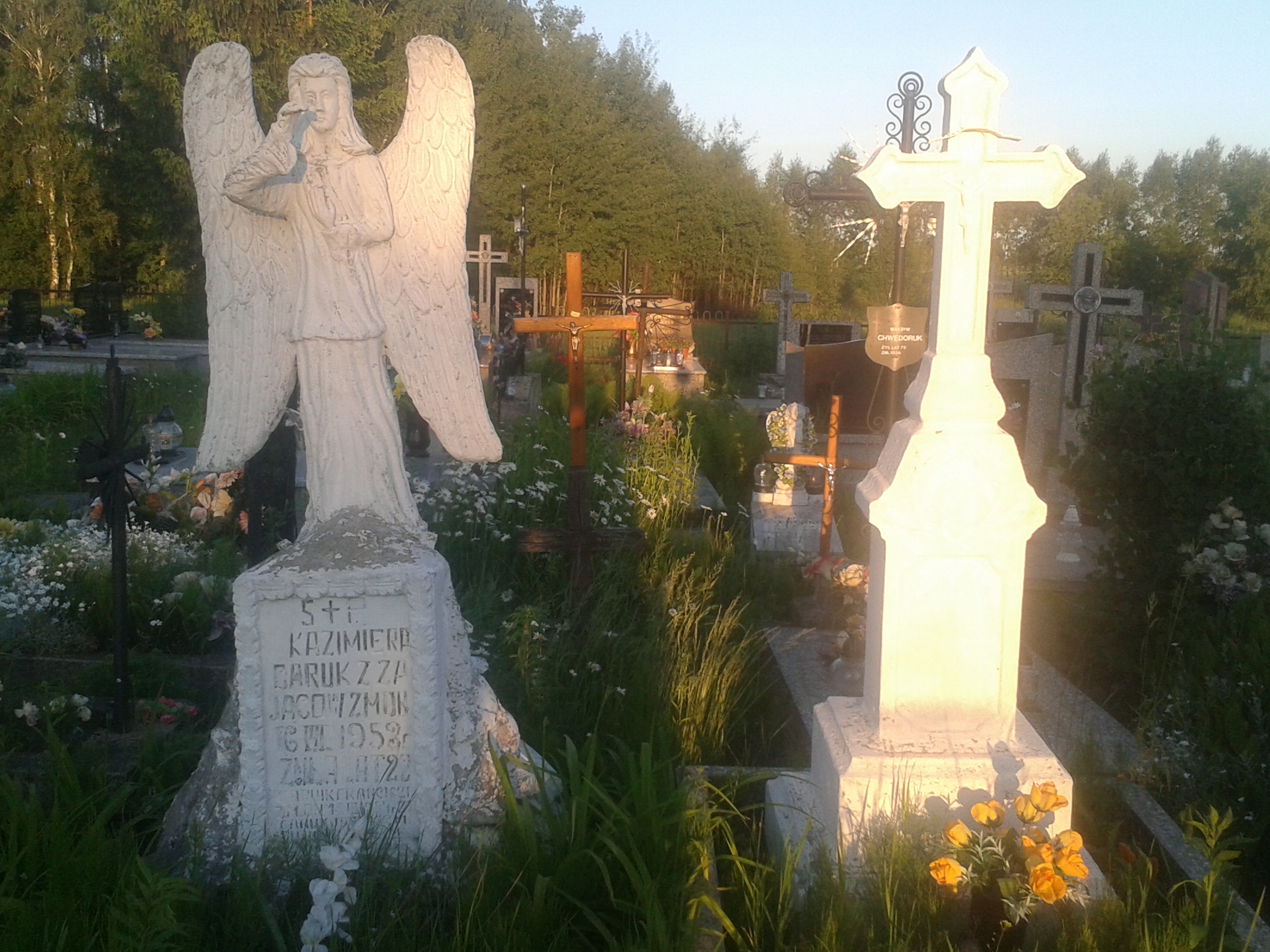
Cmentarz w Hrudzie

Hrud (przed 1 stycznia 1990 Grud) – wieś w Polsce położona w województwie lubelskim, w powiecie bialskim, w gminie Biała Podlaska. Leży w odległości 6 km na północ od miasta Biała Podlaska.  
Wieś magnacka położona była w końcu XVIII wieku w hrabstwie bialskim w powiecie brzeskolitewskim województwa brzeskolitewskiego. W latach 1975–1998 miejscowość administracyjnie należała do województwa bialskopodlaskiego.
Wieś jest sołectwem w gminie Biała Podlaska. Według Narodowego Spisu Powszechnego z roku 2011 wieś liczyła 535 mieszkańców.
miasta 
We wsi istnieje szkoła podstawowa, filia Gminnej Biblioteki Publicznej, Ochotnicza Straż Pożarna włączona do Krajowego Systemu Ratowniczo–Gaśniczego, Dom Kultury, który mieści się w remizie strażackiej. Działalność prowadzą również dwa sklepy spożywcze, przetwórnia warzyw – suszarnia, firma przewozowa i kilka mniejszych firm związanych z rolnictwem i przetwórstwem rolno-spożywczym. Większość mieszkańców związana jest z rolnictwem lub dojeżdża do pracy do Białej Podlaskiej.
Wieś jest siedzibą rzymskokatolickiej parafii Zwiastowania Najświętszej Maryi Panny.

## Pochodzenie nazwy
Istnieje kilka teorii na temat powstania nazwy wsi:
- Nazwa Hrud może pochodzić od grodu jaki mógł być obecny na tym terenie. Choć jest to najczęściej spotykane wytłumaczenie nazwy miejscowości, lecz jednak brak jakichkolwiek dowodów na potwierdzenie tej tezy. Brak badań archeologicznych i innych śladów czy dokumentów potwierdzających, to główne przesłanki na odrzucenie w obecnej chwili tej teorii.
- Druga teoria mówi, iż nazwa Hrud wywodzi się od ruskiego słowa grud, grudok (hrudok). Słowo to oznacza miejsce, miejscowość, wieś czy przysiółek położone na wzniesieniu, nad rzeką, potokiem, otoczone bagnami, lasami i łąkami, czasami w trudno dostępnym miejscu. Faktycznie Hrud położony był nad rzeczką Białką, która już nie istnieje – wyschła po melioracji przeprowadzonej w latach 60-70 XX wieku. Leży też na lekkim wzniesieniu. Lasy i łąki towarzyszą Hrudowi do tej pory, zaś bagna to nieodległe tereny, kilka kilometrów od centrum w okolicznych lasach i na łąkach, część z nich wyschła. Odpowiednikiem słowa hrud w języku polskim jest także grąd – wielogatunkowy i wielowarstwowy las liściasty zazwyczaj z przewagą grabów i dębów oraz z udziałem różnych innych gatunków.
- Trzecia, najmniej poznana i najbardziej tajemnicza teoria mówi, iż nazwa Hrud jest nazwą topograficzną od rus. hrudoczka, hrudoczok,czyli gruda, bryłka, jednak brak jakiegokolwiek szerszego wytłumaczenia tej kwestii. Zarówno w literaturze jak i innych źródłach pisanych próżno by szukać potwierdzenia lub zaprzeczenia dla tej teorii.

## Historia
Najstarsze ślady pisane, do jakich udało się dotrzeć na temat Hruda, datują powstanie parafii unickiej w roku 1666. Parafię ufundował właściciel wsi Michał Kazimierz Radziwiłł, który w niedalekiej przyszłości stał się właścicielem całej Białej Podlaskiej i okolicznych włości. W Hrudzie w tamtych czasach istniał folwark.
Słownik Geograficzny Królestwa Polskiego i innych krajów słowiańskich z 1882 roku wymienia nazwę Hrud. Jest to własność włościańska w powiecie konstantynowskim nad rzeką Białką, o 5 wiorst na północ od Białej, przy trakcie bialsko-janowskim, przylega do folwarku Roskosz. W roku 1827 było tu 40 domostw i 437 mieszkańców, obecnie (1882) – 59 domostw i 585 mieszkańców.
Powstanie styczniowe miało ogromny wpływ na dalszą historię Podlasia. Brak jest jednak jakichkolwiek śladów pisanych na temat udziału mieszkańców Hruda w tym powstaniu. Niewątpliwe jest, iż takowy udział musiał wystąpić. Po powstaniach prześladowania dotknęły bowiem mieszkańców okolic wsi.
Hrud znajdował się na obszarze zaboru rosyjskiego. Od 1865 władze carskie rozpoczęły działania przygotowujące do likwidacji unickiej diecezji chełmskiej i przekształcenia parafii unickich na prawosławne. Hrud należał do grona parafii, w których wierni, pomimo prześladowań i kar, pozostali wierni katolicyzmowi (oporni). Po likwidacji unickiej diecezji chełmskiej, gdy w Hrudzie istniała już parafia prawosławna, na rzecz oporu unitów działali w Hrudzie: Jakub Kozak, Stefan Tomczuk, Szymon Wachowicz. Opór unitów z Hrudu opisał Władysław Reymont w wydanym w 1910 zbiorze pt. Z ziemi chełmskiej.
 Na miejscu cerkwi unickiej w 1875 wzniesiono nową cerkiew prawosławną której budynek zachował się do dzisiaj.
W 1893 w Hrudzie urodził się Adam Laszuk, major piechoty Wojska Polskiego, działacz niepodległościowy i społeczny.
W czasie I wojny światowej wycofujące się wojska rosyjskie dokonały spalenia części Hruda, ocalały tylko budynki osób, które nie uciekły przed docierającym do wsi wojskiem niemieckim. Odbudowa wsi trwała dosyć długo. W 1919 cerkiew prawosławna została przejęta przez kościół rzymskokatolicki. Parafię erygowano w 1925. Wnętrze świątyni dostosowano do potrzeb liturgii łacińskiej. W 1937 Jan Karski, dziedzic na Roskoszy, ufundował we wsi szkołę powszechną. W tym  okresie dobudowano do kościoła zakrystie, w 1930 zbudowano plebanię. Jan Karski przez cały okres wspierał parafię i szkołę.
W roku 1939 wieś położona była w gminie Witulin, gromadzie Hrud. Zajmowała teren 2 523,54 ha i miała 779 mieszkańców. W nowej szkole powszechnej I stopnia uczyło się 94 dzieci. W tym okresie działało Kółko Rolnicze – 28 członków. Prowadzono również sklep ze sprzedażą napojów alkoholowych.
Okres II wojny światowej nie przynosi zasadniczych wydarzeń. Oprócz stacjonujących wojsk niemieckich wyruszających na front wschodni oraz w końcowym okresie wojsk rosyjskich żadnych poważniejszych incydentów nie zanotowano. Jak w całym kraju wiele osób ucierpiało w pożodze wojennej, wiele zginęło, dużo osób wywieziono na roboty przymusowe do III Rzeszy. Były też osoby działające w Armii Krajowej czy innych organizacjach partyzanckich. Elektryfikacja została przeprowadzona tuż po wojnie, istnieją nawet ślady, że istniał za czasów okupacji niemieckiej agregat prądotwórczy do zasilania zabudowań we wsi Hrud. Po wojnie nastąpiła reforma rolna. Wielu mieszkańców Hruda otrzymało ziemie, po rozparcelowaniu majątku dziedzica Karskiego. Rozpoczyna się odbudowa wsi. W okresie lat 60. zbudowano świetlicę i bazę Kółka Rolniczego w Hrudzie, zlewnię mleka, sklep spożywczy GS, punkt skupu żywca. Kolejne lata przynoszą następujące zmiany w porządku chronologicznym:
- Nowa Remiza Strażacka początek lat 80.
- Szkoła Podstawowa, 1994 – oddana do użytku.
- Telefonizacja całej wsi. lata 1992-1999.
- Droga asfaltowa przez całą miejscowość 1996-2003.

Ważnym wydarzeniem dla Szkoły Podstawowej było nadanie szkole imienia Błogosławionych Unitów Podlaskich w roku 2000. W nadaniu imienia szkole uczestniczyło wielu znakomitych gości. Odbyła się uroczystość, którą relacjonowały prasa, radio i telewizja. Była to pierwsza w Polsce szkoła tego imienia.
W 1977 przebudowano wieżę i sygnaturkę kościoła zastępując baniaste kopułki ostrosłupowymi.

## Zabytki
Według rejestru zabytków Narodowego Instytutu Dziedzictwa na listę zabytków wpisane są obiekty:
- cerkiew prawosławna, obecnie kościół rzymsko-kat. p. w. Zwiastowania NMP z 1875, nr rej.: A-281 z 20.08.1997